# Igrzyska śmierci: Kosogłos. Część 1
Igrzyska śmierci: Kosogłos. Część 1 (ang. The Hunger Games: Mockingjay Part 1) – amerykański film akcji science-fiction w reżyserii Francisa Lawrence’a, na podstawie powieści Suzanne Collins pt.: Kosogłos (trzeciego tomu sagi Igrzyska śmierci).
Film został zrealizowany w dwóch częściach, nakręconych równocześnie. Okres zdjęciowy trwał 155 dni. Premiera pierwszej części filmu odbyła się 21 listopada 2014 roku. Premiera drugiej części miała miejsce 4 listopada 2015 roku.

## Fabuła
Katniss Everdeen trafia do Dystryktu 13 po tym jak raz na zawsze położyła kres Głodowym Igrzyskom. Wbrew kłamliwej propagandzie, rebelianci przetrwali zemstę Kapitolu. Pod przewodnictwem Prezydent Coin przygotowują się do rozprawy z dyktatorską władzą. Katniss, mimo początkowych wahań, zgadza się wziąć udział w walce. Czy odnajdzie się w roli przywódczyni? Czy stanie się Kosogłosem, symbolem nadziei i oporu przeciw tyranii Prezydenta Snowa?.

## Obsada
- Jennifer Lawrence – Katniss Everdeen
- Josh Hutcherson – Peeta Mellark
- Liam Hemsworth – Gale Hawthorne
- Woody Harrelson – Haymitch Abernathy
- Elizabeth Banks – Effie Trinket
- Philip Seymour Hoffman – Plutarch Heavensbee
- Stanley Tucci – Caesar Flickerman
- Julianne Moore – prezydent Alma Coin
- Donald Sutherland – Prezydent Coriolanus Snow
- Willow Shields – Primrose Everdeen
- Paula Malcomson – pani Everdeen
- Sam Claflin – Finnick Odair
- Stef Dawson – Annie Cresta
- Jeffrey Wright – Beetee Latier
- Jena Malone – Johanna Mason
- Meta Golding – Enobaria
- Natalie Dormer – Cressida
- Evan Ross – Messalla
- Lily Rabe – Lyme
- Patina Miller –  Paylor
- Mahershala Ali – Boggs
- Wes Chatham – Castor
- Elden Henson – Pollux
- Omid Abtahi – Homes
- Misty Ormiston – Leeg 1
- Kim Ormiston – Leeg 2
- Kimiko Gelman – Venia
- Nelson Ascencio – Flavius
- Brooke Bundy – Octavia

## Ścieżka dźwiękowa
„The Hanging Tree” wykonała główna postać filmu Jennifer Lawrence grająca Katniss. Utwór został wydany na reedycji ścieżki dźwiękowej. Singel dotarł do trzynastego miejsca amerykańskiej listy Hot 100.